# 南ケ丘 (日進市)
南ケ丘（みなみがおか）は、愛知県日進市の町名。現行行政地名は南ケ丘一丁目から三丁目。

## 地理
日進市中央南端に位置し、東は栄・折戸町、西は藤塚、南は東郷町和合ケ丘・大字和合、北は折戸町に接する。

## 世帯数と人口
2022年（令和4年）9月1日現在の世帯数と人口は以下の通りである。
| 町丁   | 世帯数  | 人口    |
| ------ | ------- | ------- |
| 南ケ丘 | 773世帯 | 1,884人 |

## 学区
市立小・中学校に通う場合、学区は以下の通りとなる。また、公立高等学校に通う場合の学区は以下の通りとなる。
| 字・番地等 | 小学校           | 中学校             | 高等学校普通科 |
| ---------- | ---------------- | ------------------ | -------------- |
| 全域       | 日進市立南小学校 | 日進市立日進中学校 | 尾張学区       |

## 歴史

### 沿革
- 1969年（昭和44年）12月 - 日進町大字和合・和合ケ丘の全域[注釈 1]および大字折戸の一部より、同町南ケ丘1～3丁目が成立[1]。
- 1994年（平成6年）10月1日 - 市制施行に伴い、日進市南ケ丘となる。同時に丁目の数字を漢数字表記に変更[9][10]。

## 施設
- 日進南ケ丘郵便局
- 南ケ丘会館

## その他

### 日本郵便
- 郵便番号 : 470-0114[3]（集配局：日進郵便局[11]）。